# Amelora ubidistis
Amelora ubidistis là một loài bướm đêm trong họ Geometridae.